# Лукина, Ксения Игоревна
Ксе́ния И́горевна Лукина́ (род. 14 ноября 1996) — российская футболистка, выступающая на всех позициях в поле, преимущественно как крайний защитник или полузащитник.

## Биография
Воспитанница ижевского футбола. В 2013—2014 годах играла в первом дивизионе России за «Зенит» (Ижевск), в 2014 году — участница финального турнира первой лиги (10-е место). С 2015 года играла за другой городской клуб, «Торпедо», с которым несколько раз выходила в финальную часть турнира первого дивизиона, а в 2017 году стала серебряным призёром соревнований. За три сезона в «Торпедо» забила 14 голов в рамках первого дивизиона.
В 2018 году вместе со своим клубом вышла в высший дивизион. Дебютный матч в этом турнире провела 18 апреля 2018 года против «Кубаночки», отыграв все 90 минут. В сезоне 2018 года приняла участие во всех 14 матчах своего клуба в чемпионате страны. Ездила на просмотр в московский «Локомотив», но в итоге вернулась в Ижевск.

## Личная жизнь
В ноябре 2019 года вышла замуж, фамилия в браке — Санникова.